# Брион пре Туе
Брион пре Туе (фр. Brion-près-Thouet) насеље је и општина у западној Француској у региону Поату-Шарант, у департману Де Севр која припада префектури Бресир.
По подацима из 2011. године у општини је живело 763 становника, а густина насељености је износила 94,67 становника/km². Општина се простире на површини од 8,06 km². Налази се на средњој надморској висини од 41 метар (максималној 74 m, а минималној 39 m).

## Демографија
| 1962. | 1968. | 1975. | 1982. | 1990. | 1999. | 2011. |
| ----- | ----- | ----- | ----- | ----- | ----- | ----- |
| 394   | 448   | 487   | 625   | 699   | 713   | 763   |

График промене броја становника у току последњих година